# Castiglione Messer Raimondo
Castiglione Messer Raimondo (Castiùne in dialetto locale) è un comune italiano di 1 986 abitanti della provincia di Teramo in Abruzzo, appartenente alla Comunità montana del Vomano, Fino e Piomba.

## Storia
Caratteristico borgo del teramano, posto su un colle che guarda il fiume Fino, il paese è da sempre stato dedito all'agricoltura. Le sue origini pare siano da fare risalire all'epoca medioevale, ma è anche stato un importante punto di riferimento per il popolo dei Vestini. Il nome del paese è legato a Raimondo Caldora, barone nel 1414. Il paese, borgo fortificato, offre un ristretto ma meraviglioso belvedere verso il Gran Sasso d'Italia e la Valle del Fino. L'abitato conserva ancora un aspetto caratteristico conferito dal ricorrente uso di pietra arenaria locale. Merita particolare attenzione la chiesa parrocchiale dedicata a San Nicola di Bari che fu iniziata nel tardo Settecento su un progetto dell'ingegnere napoletano Francesco Giordano e fu terminata solo nel secolo successivo.

## Monumenti e luoghi d'interesse

### Chiesa madre di San Donato Martire
La chiesa fu completata nel '700 sopra una chiesa medievale. Si trova in cima al colle e ha facciata a capanna realizzata da Francesco Giordano tra il 1773 e il 1867 da discepoli. Il campanile con orologio si trova al centro della facciata, in cima, come una torretta.
Il portale è sormontato da una cornice a tutto sesto. L'interno è a navata unica con otto nicchie votive.
In cantoria, si trova un organo italiano barocco, che si compone di una tastiera e una pedaliera scavezza, realizzato nel 1765 dall'organaro Vitale De Luca

### Chiesa parrocchiale di San Pietro in Appignano
La chiesa fu eretta nel XIII secolo, ma è stata modificata nel 1735. Ha pianta rettangolare a navata unica con finestre ad arco sui lati (3 per ciascuno) e un campanile a torre. Gli altari interni sono dedicati a Carlo Borromeo, santa Croce, le Anime sante, Madonna del Suffragio e a San Filippo Neri.

### Chiesa parrocchiale di San Giovanni Bosco
Situata in località Piane di Castiglione Messer Raimondo.

### Tempio Italico di Colle San Giorgio
Nella contrada San Giorgio, tramite un sentiero, si possono raggiungere i resti un Tempio Italico (III - II sec. a.C.), tema della pubblicazione del prof. Gabriele Iaculli “Il tempio italico di Colle San Giorgio” e oggetto di vari scavi archeologici nel corso degli anni. Tutto il materiale recuperato si trova attualmente esposto nel Museo Archeologico Nazionale d’Abruzzo di Chieti.

## Società

### Evoluzione demografica
Abitanti censiti

## Cultura

### Eventi
Festa patronale
Protettore del paese è San Donato Martire, il cui corpo si venera nella chiesa omonima. Ogni cinque anni, il 7 agosto, il corpo di San Donato viene portato in solenne processione per le vie del paese.

## Amministrazione
| Periodo        | Periodo        | Primo cittadino      | Partito                                               | Carica  | Note        |
| -------------- | -------------- | -------------------- | ----------------------------------------------------- | ------- | ----------- |
| 23 aprile 1995 | 13 giugno 1999 | Giorgio De Fabritiis | Lista civica di centro-sinistra                       | Sindaco | [ 6 ]       |
| 14 giugno 1999 | 7 giugno 2009  | Giuseppe Di Michele  | Lista civica                                          | Sindaco | [ 7 ] [ 8 ] |
| 8 giugno 2009  | 25 maggio 2014 | Danilo Crescia       | Lista civica di centro-destra Insieme per Castiglione | Sindaco | [ 9 ]       |
| 26 maggio 2014 | 26 maggio 2019 | Giuseppe D'Ercole    | Lista civica di centro-sinistra Il paese che vorrei   | Sindaco | [ 10 ]      |
| 27 maggio 2019 | in carica      | Vincenzo D'Ercole    | Lista civica di centro-sinistra Il paese che vorrei   | Sindaco | [ 11 ]      |